# Tiền giấy

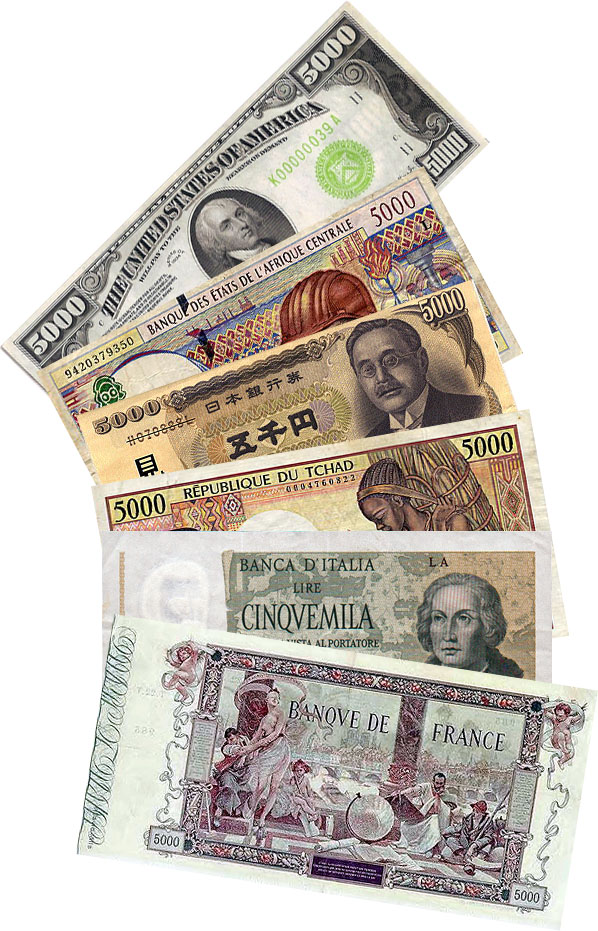
Các loại tiền giấy mệnh giá 5000. (USD, CFA, JPY, ITL và FF)

Tiền giấy, (hoặc tiền mặt) thường được gọi là giấy bạc ngân hàng (Tiếng Anh: banknote, bill, paper money, note), là một công cụ có thể chuyển nhượng được, một kỳ phiếu do một ngân hàng phát hành phải trả cho người cầm nó, được sử dụng làm tiền tệ, và theo nhiều phạm vi pháp lý, được sử dụng làm tiền tệ chính thức. Cùng với tiền kim loại, tiền giấy tạo thành các hình thức tiền mặt của tất cả các loại tiền tệ hiện đại. Ngoại trừ các loại tiền làm bằng kim loại quý có giá trị cao để kỷ niệm và không đưa vào lưu thông, tiền xu kim loại thường được sử dụng cho các đơn vị tiền tệ có giá trị thấp hơn còn tiền giấy được sử dụng cho những mệnh giá cao hơn.
Ban đầu, giá trị của tiền được xác định bởi giá trị nội tại (giá trị thực chất) mà đồng tiền đó được đúc, như bạc hay vàng. Tuy nhiên, mang theo trong người nhiều kim loại quý như thế thường phiền toái và rất nguy hiểm. Để thay thế, tiền giấy đã được phát hành. Trong thuật ngữ tài chính, một tờ giấy bạc là một tờ giấy hứa trả cho người nào đó tiền. Ban đầu, các đồng giấy bạc là một lời hứa trả cho người mang nó một khoản kim loại quý được chứa trong các kho ngầm ở đâu đó. Bằng cách này, giá trị của kim loại được chứa ở kho (thường là tiền kim loại bằng bạc hoặc vàng) đã ủng hộ giấy bạc có thể chuyển đổi quyền sở hữu để đổi lấy hàng hóa hoặc dịch vụ.
Ngày nay, hầu hết các loại tiền tệ quốc gia không có sự hỗ trợ của kim loại quý hoặc hàng hóa và chỉ có giá trị bằng fiat (tiền định danh). Ngoại trừ các vấn đề kim loại quý hoặc giá trị cao không được lưu hành, tiền xu được sử dụng cho các đơn vị tiền tệ có giá trị thấp hơn, trong khi tiền giấy được sử dụng cho các giá trị cao hơn.
Ở Trung Quốc vào thời nhà Hán, giấy bạc xuất hiện vào năm 118 trước Công nguyên và được làm bằng da. Rome có thể đã sử dụng một chất nhẹ bền làm giấy bạc vào năm 57 sau Công nguyên đã được tìm thấy ở Luân Đôn. Tuy nhiên, Carthage được cho là đã phát hành tiền giấy bằng giấy da hoặc da trước năm 146 trước Công nguyên. Do đó Carthage có thể là nơi sử dụng kỳ phiếu nhẹ lâu đời nhất. Tờ tiền đầu tiên được biết đến lần đầu tiên được phát triển ở Trung Quốc trong triều đại nhà Đường và nhà Tống, bắt đầu từ thế kỷ thứ 7. Nguồn gốc của nó là trong biên lai ký gửi của thương nhân trong triều đại nhà Đường (618–907), vì các thương gia và người bán buôn muốn tránh khối lượng lớn tiền đúc bằng đồng trong các giao dịch thương mại lớn. Trong triều đại nhà Nguyên (1271–1368), tiền giấy được Đế chế Mông Cổ sử dụng. Ở châu Âu, khái niệm tiền giấy lần đầu tiên được đưa ra vào thế kỷ 13 bởi những nhà thám hiểm như Marco Polo, với tiền giấy châu Âu xuất hiện vào năm 1661 ở Thụy Điển.
Tiền giấy giả là một thách thức cố hữu trong việc phát hành tiền tệ. Điều này được chống lại bằng các biện pháp chống giả trong cách in tiền giấy. Chống vấn nạn làm giả tiền giấy và séc là động lực chính thúc đẩy sự phát triển của các phương pháp in bảo mật trong những thế kỷ gần đây.

## Lịch sử
Tiền giấy lần đầu tiên được phát triển vào triều đại nhà Đường Trung Quốc trong thế kỷ thứ 7, mặc dù tiền giấy thực sự chưa từng xuất hiện cho đến thế kỷ 11, trong triều đại nhà Tống. Việc sử dụng tiền giấy sau đó đã lan rộng khắp Đế quốc Mông Cổ hoặc triều đại nhà Nguyên Trung Quốc. Các nhà thám hiểm châu Âu như Marco Polo đã đưa ra khái niệm này ở châu Âu trong thế kỷ 13. Napoleon phát hành tiền giấy vào đầu thập niên 1800. Tiền giấy hay tiền mặt có nguồn gốc là biên lai cho giá trị được lưu giữ trên tài khoản tương đương "giá trị nhận được", và không nên dùng chung với các "hối phiếu nhìn thấy" có kỳ phiếu được phát hành với lời hứa sẽ chuyển đổi vào một ngày sau đó.
Nhận thức về tiền giấy như tiền đã phát triển theo thời gian. Ban đầu, tiền được dựa trên kim loại quý. Một số người xem tiền giấy như một I.O.U. hoặc kỳ phiếu: một lời hứa trả cho ai đó bằng kim loại quý khi xuất trình (xem tiền đại diện). Nhưng chúng đã được chấp nhận một cách dễ dàng - vì sự thuận tiện và bảo mật - ở Luân Đôn, ví dụ, từ cuối thập niên 1600 trở đi. Với việc loại bỏ các kim loại quý khỏi hệ thống tiền tệ, tiền giấy đã phát triển thành tiền định danh.

### Tiền giấy thời kỳ đầu Trung Quốc

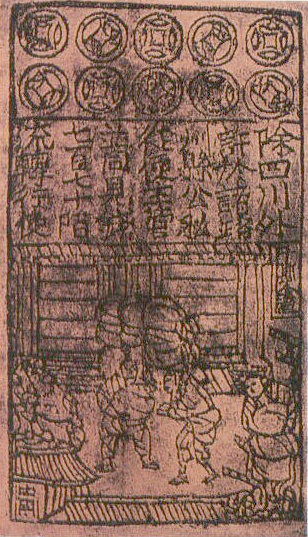
Jiaozi thời nhà Tống, loại tiền giấy sớm nhất thế giới.

Một bản in từ triều đại nhà Nguyên và tờ tiền có dòng chữ Trung Quốc.

Công cụ tiền giấy đầu tiên được sử dụng ở Trung Quốc là vào thế kỷ thứ 7, trong triều đại nhà Đường (618–907). Các thương gia sẽ phát hành cái mà ngày nay được gọi là kỳ phiếu dưới dạng biên lai ký gửi cho người bán buôn để tránh sử dụng số lượng lớn tiền đúc bằng đồng trong các giao dịch thương mại lớn. Trước khi sử dụng những tờ tiền này, người Trung Quốc đã sử dụng tiền xu có hình tròn, ở giữa có một lỗ hình chữ nhật. Các đồng tiền có thể được xâu lại với nhau trên một sợi dây. Các thương gia, nếu họ đủ giàu, đã nhận thấy rằng dây tiền quá nặng để có thể mang đi dễ dàng, đặc biệt là đối với các giao dịch lớn. Để giải quyết vấn đề này, tiền xu có thể được để lại cho một người đáng tin cậy, người bán sẽ được đưa cho một tờ giấy (biên lai) ghi lại số tiền họ đã gửi cho người đó. Khi họ trả lại tờ giấy cho người đó, tiền của họ sẽ được trả lại.
Tiền giấy thật sự, được gọi là "jiaozi", phát triển từ những tờ tiền này vào thế kỷ 11 trong triều đại nhà Tống. Đến năm 960, chính phủ nhà Tống thiếu đồng để tạo ra tiền xu và đã phát hành những tờ tiền lưu hành chung đầu tiên. Những tờ tiền này là lời hứa của người cai trị sẽ đổi chúng sau này cho một số vật có giá trị khác, thường là vật đặc biệt. Việc phát hành giấy báo có thường là trong một thời hạn giới hạn và sau đó sẽ được chiết khấu với số tiền đã hứa. Jiaozi không thay thế tiền xu nhưng được sử dụng song song với chúng.

### Nhà thám hiểm và thương gia Châu Âu
Theo một tạp chí du lịch về chuyến thăm Praha năm 960 của Ibrahim ibn Yaqub, những mảnh vải nhỏ được sử dụng như một phương tiện thương mại, những tấm vải này có tỷ giá hối đoái ấn định so với bạc.
Vào khoảng năm 1150, hiệp sĩ nhà dòng sẽ phát hành ghi chú cho những người hành hương. Những người hành hương sẽ ký gửi những vật có giá trị với một giáo giới Nhà dòng địa phương trước khi lên đường đến Đất Thánh và nhận một tài liệu cho biết giá trị khoản ký gửi của họ. Sau đó, họ sẽ sử dụng tài liệu đó khi đến Thánh địa để nhận tiền từ kho bạc có giá trị tương đương.

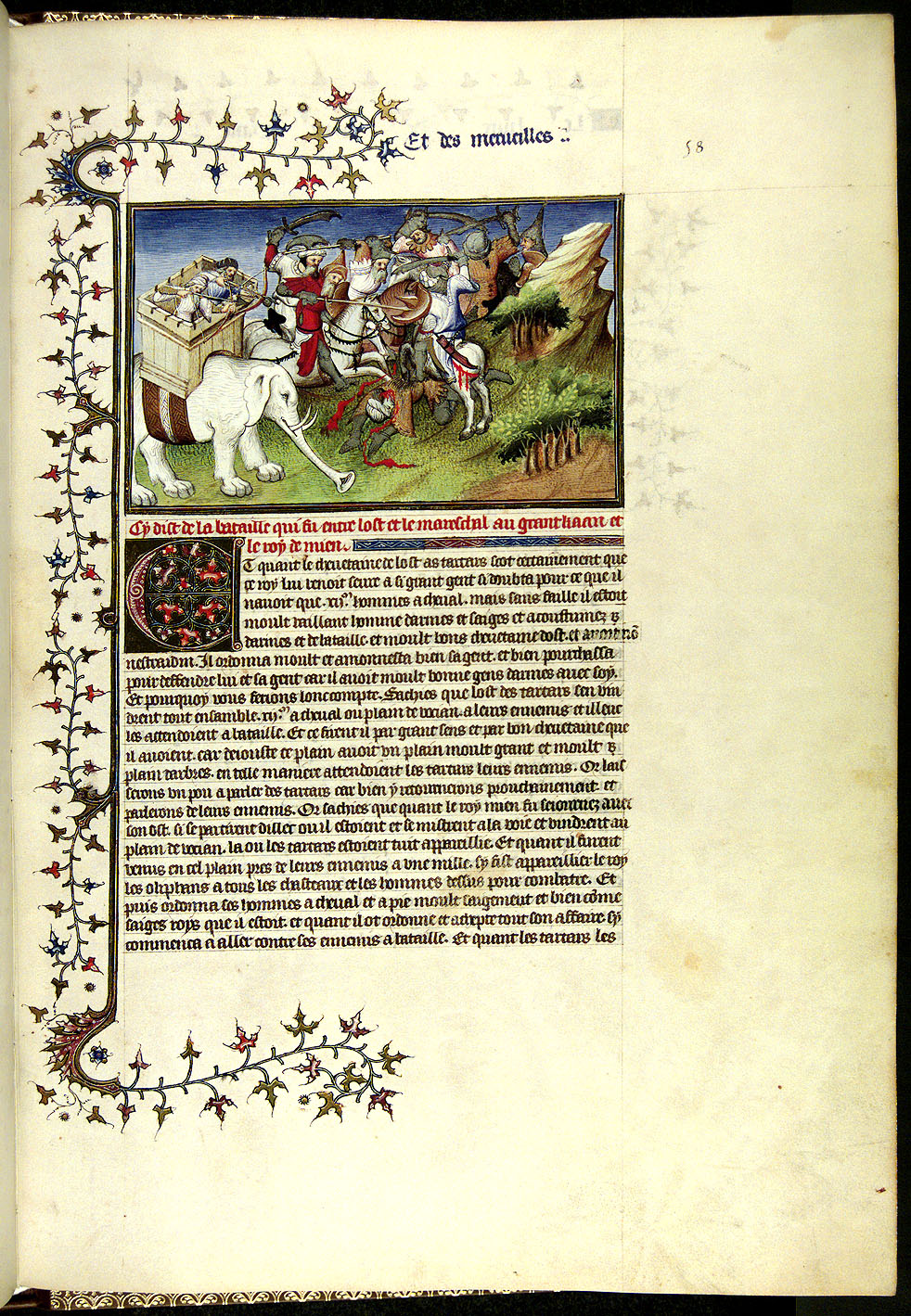
Marco Polo đã mô tả việc sử dụng tiền giấy ban đầu ở Trung Quốc đối với Châu Âu thời Trung cổ trong cuốn sách của mình, The Travels of Marco Polo.

### Sự ra đời của tiền giấy Châu Âu

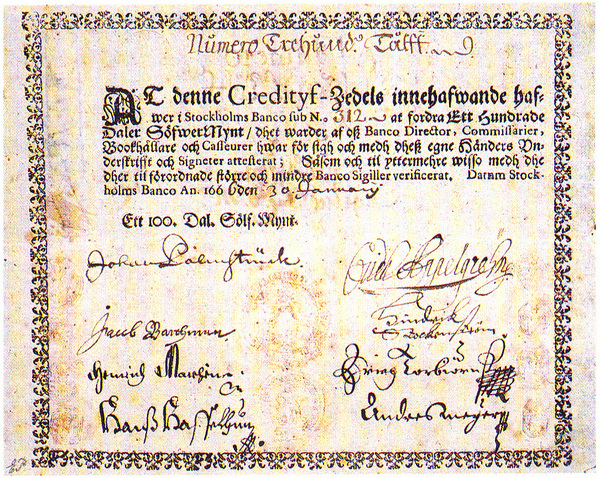
Tiền giấy đầu tiên ở Châu Âu, do Stockholms Banco phát hành năm 1666.

Sự chuyển hướng sang việc sử dụng những biên lai này làm phương tiện thanh toán đã diễn ra vào giữa thế kỷ 17, với tên gọi cuộc cách mạng giá cả, khi lạm phát vàng tương đối nhanh gây ra đánh giá lại về cách hoạt động của tiền. Chủ hiệu kim hoàn của Luân Đôn bắt đầu đưa ra biên lai phải trả cho người mang chứng từ hơn là người gửi tiền ban đầu. Điều này có nghĩa là tờ tiền có thể được sử dụng làm tiền tệ dựa trên sự bảo mật của chủ hiệu kim hoàn, không phải chủ tài khoản của chủ hiệukim hoàn. Các chủ ngân hàng cũng bắt đầu phát hành tiền giấy có giá trị lớn hơn tổng giá trị dự trữ vật chất của họ dưới hình thức cho vay, với giả định rằng họ sẽ không phải đổi tất cả các loại tiền giấy đã phát hành cùng một lúc. Sự thay đổi quan trọng này đã thay đổi kỳ phiếu đơn giản thành một cơ quan mở rộng thành chuỗi cung ứng tiền tệ. Khi những biên lai này ngày càng được sử dụng nhiều hơn trong hệ thống lưu thông, người gửi tiền bắt đầu yêu cầu lập nhiều biên lai với mệnh giá cố định, nhỏ hơn để sử dụng làm tiền. Biên lai nhanh chóng trở thành một văn bản lệnh thanh toán số tiền cho bất kỳ ai sở hữu tờ tiền. Những tờ tiền này được coi là tờ tiền giấy hiện đại đầu tiên.

## Vật liệu làm tiền giấy

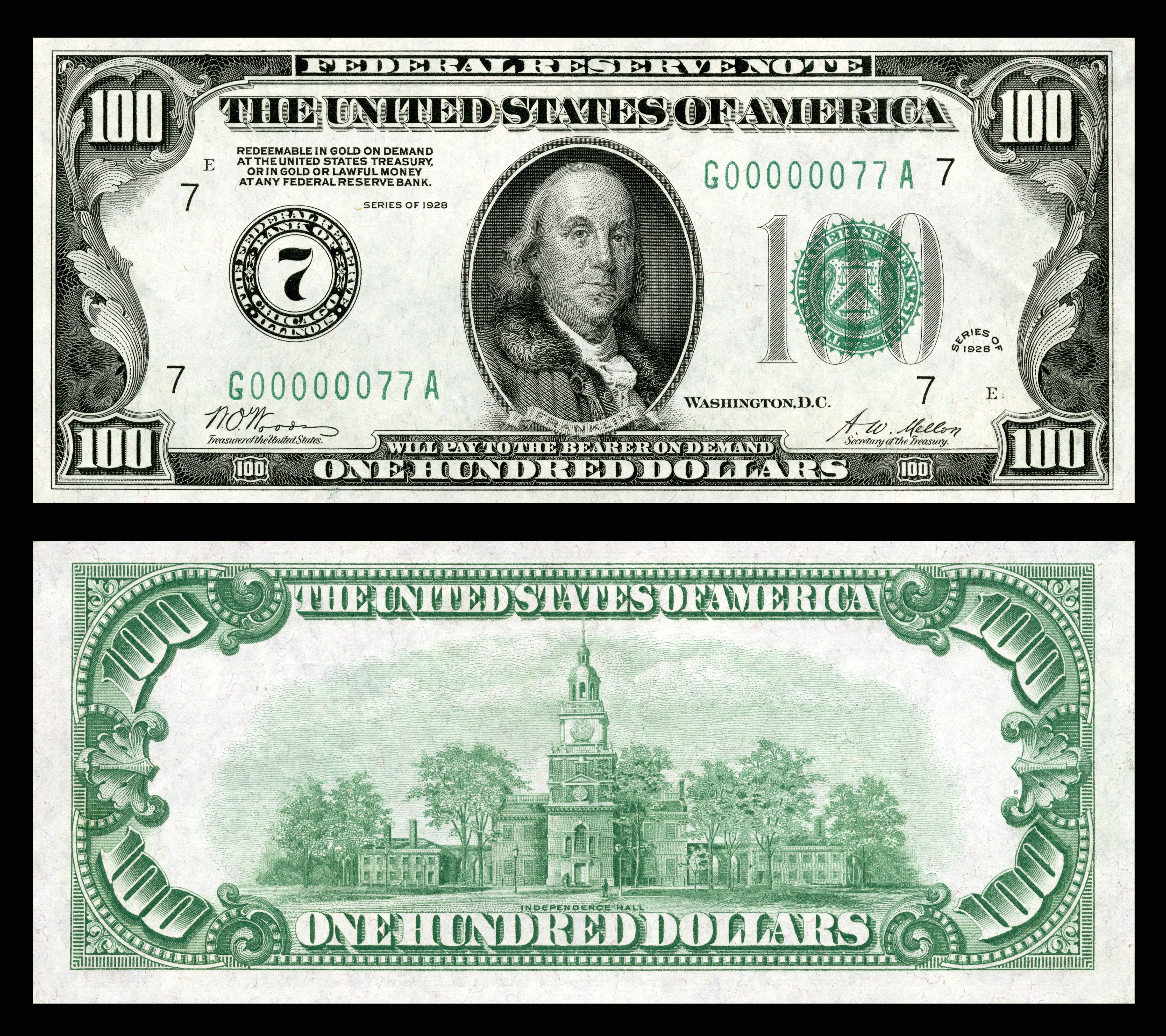
Mặt trước và mặt sau của tờ 100 đô la Mỹ cũ (1928)

Hầu hết các loại tiền giấy được làm từ giấy cotton với trọng lượng từ 80 đến 90 gam trên mét vuông. Bông đôi khi được trộn với vải lanh, abaca, hoặc các loại sợi dệt khác. Nói chung, giấy được sử dụng khác với giấy thông thường: nó có tính đàn hồi hơn nhiều, chống mài mòn (tuổi thọ trung bình của một tờ tiền là hai năm), và cũng không chứa các tác nhân làm cho giấy thông thường phát sáng nhẹ dưới ánh sáng tia cực tím. Không giống như hầu hết các loại giấy in và viết, giấy tiền được ngâm với rượu polyvinyl hoặc gelatin, thay vì nước, để tăng thêm độ bền. Tiền giấy của Trung Quốc ban đầu được in trên giấy làm từ vỏ cây dâu tằm. Mitsumata (Edgeworthia chrysantha) và các loại sợi khác được sử dụng trong giấy bạc Nhật Bản. (một loại Washi).

### Tiền giấy polyme

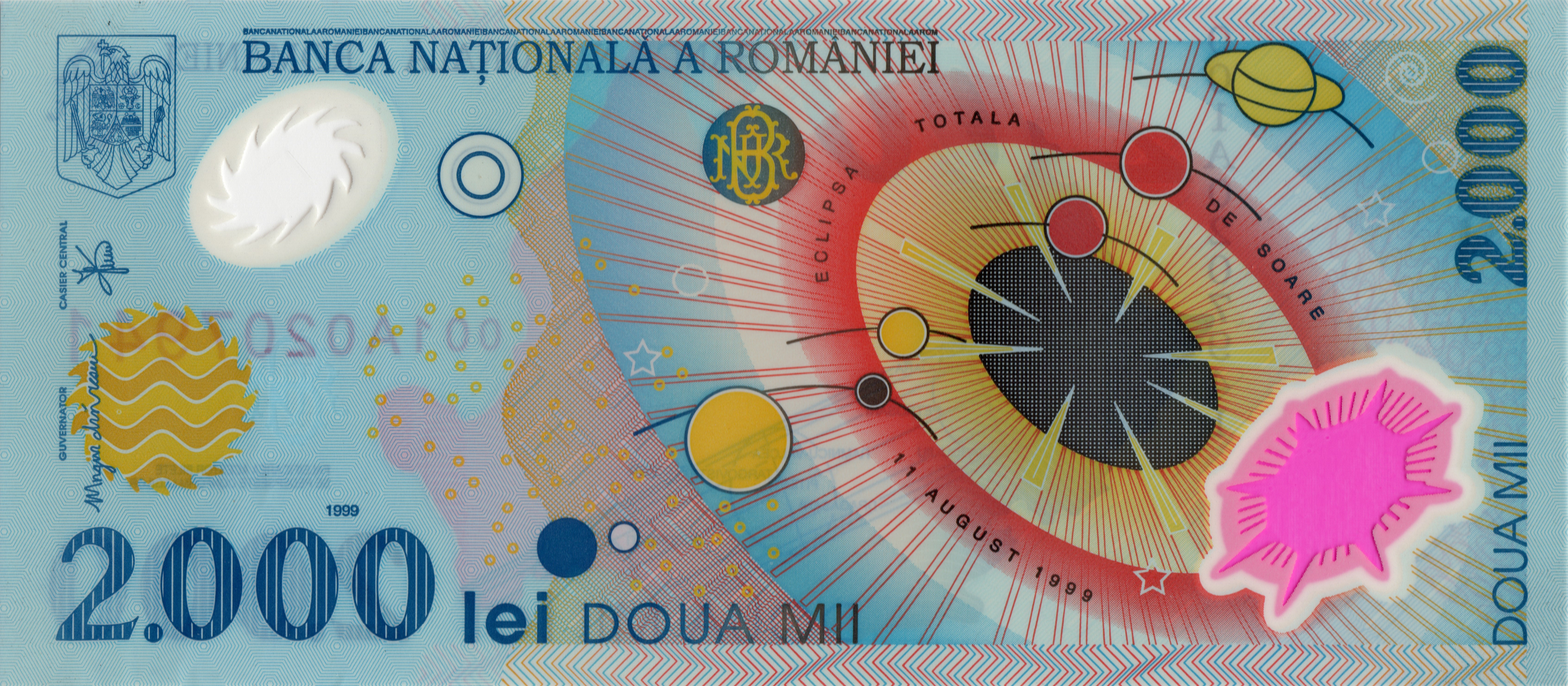
Tiền giấy polyme tương đương 2000 lei của Romania

Năm 1983, Costa Rica và Haiti phát hành Tyvek đầu tiên và Isle of Man phát hành tiền giấy polyme (hoặc nhựa) Bradvek đầu tiên; chúng được Công ty giấy bạc Mỹ in và DuPont phát triển. Những tờ tiền bằng nhựa ban đầu này đã gặp phải các vấn đề như mực bị mòn và đã bị ngừng sản xuất. Năm 1988, sau quá trình nghiên cứu và phát triển đa phần ở Úc bởi Tổ chức Nghiên cứu Khoa học và Công nghiệp Khối thịnh vượng chung (CSIRO) và Ngân hàng Dự trữ Úc, Úc đã sản xuất tiền giấy polymer đầu tiên được làm từ polypropylene định hướng hai trục (nhựa), và vào năm 1996, nước này trở thành quốc gia đầu tiên có đầy đủ các loại tiền polymer lưu hành với tất cả các mệnh giá thay thế hoàn toàn tiền giấy. Kể từ đó, các quốc gia khác chấp nhận lưu hành tiền giấy polymer bao gồm Bangladesh, Brazil, Brunei, Canada, Chile, Guatemala, Cộng hòa Dominica, Indonesia, Israel, Malaysia, Mexico, Nepal, New Zealand, Papua New Guinea, Paraguay, Romania, Samoa, Singapore, Quần đảo Solomon, Thái Lan , Trinidad và Tobago, Vương quốc Anh, Uruguay, Việt Nam và Zambia, cùng với các quốc gia khác phát hành tiền polymer kỷ niệm, bao gồm Trung Quốc, Kuwait, Ngân hàng Phương Bắc của Bắc Ireland, Đài Loan và Hồng Kông. Một quốc gia khác có kế hoạch phát hành tiền giấy polymer là Nigeria. Năm 2005, Bulgaria đã phát hành tiền giấy polyme lai đầu tiên trên thế giới.
Tiền giấy polyme được phát triển để cải thiện độ bền và ngăn chặn tiền giả xâm nhập thông qua các tính năng bảo mật được tích hợp, chẳng hạn như thiết bị biến đổi quang học cực kỳ khó sao chép.

### Chất liệu khác

Bielefeld tương đương 25 Mark Đức năm 1921. Tiền giấy bằng lụa.

Trong những năm qua, một số vật liệu khác ngoài giấy đã được sử dụng để in tiền giấy. Điều này bao gồm các loại vải dệt khác nhau, bao gồm cả lụa và các vật liệu như da.

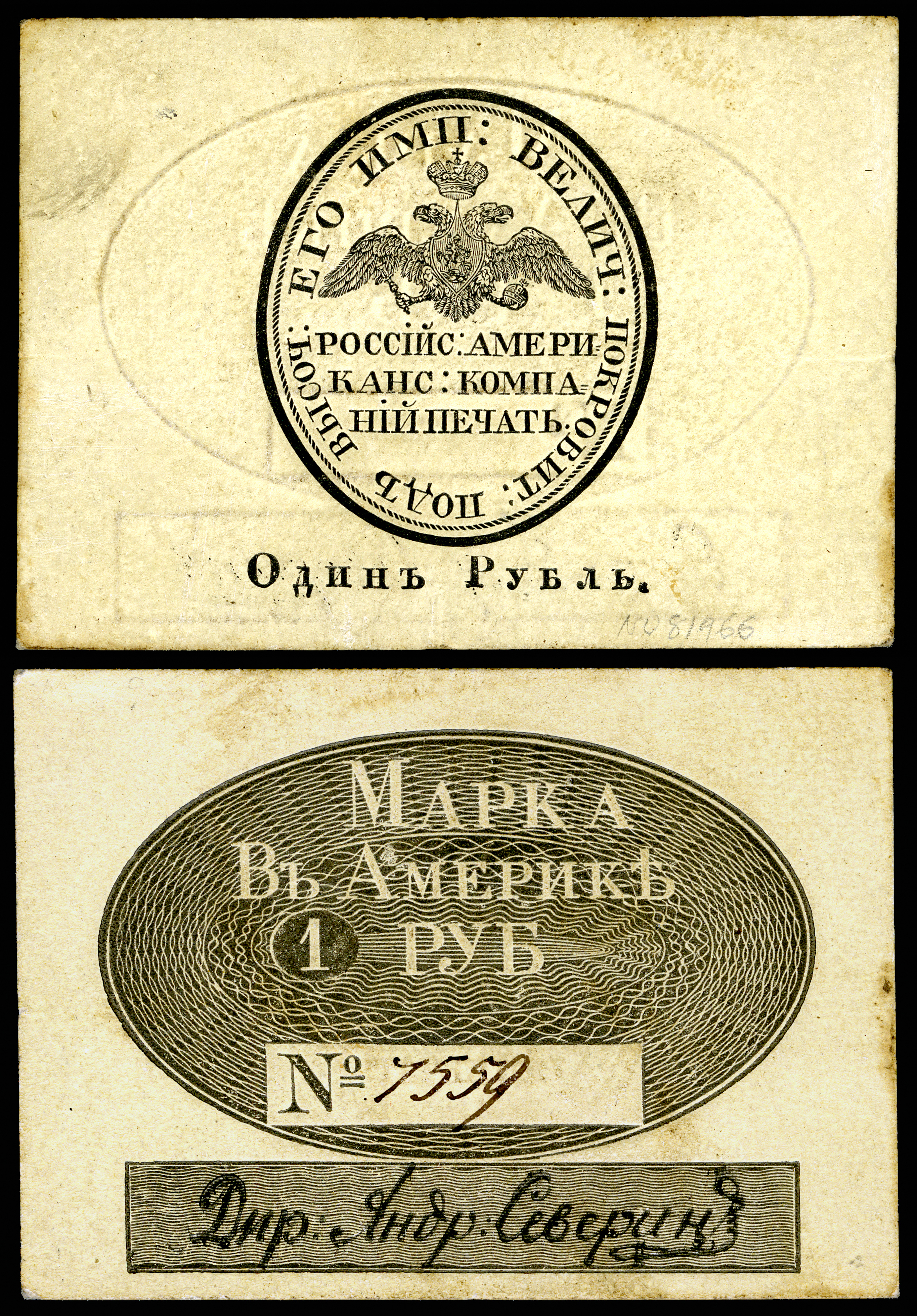
Công ty Mỹ gốc Nga - phát hành Giấy da Alaska (c. 1852)

Tơ và các loại sợi khác thường được sử dụng trong sản xuất các loại giấy bạc khác nhau, nhằm mục đích cung cấp cả độ bền và tính bảo mật bổ sung. Giấy bạc Crane and Company được cấp bằng sáng chế với các sợi tơ nhúng vào năm 1844 và đã cung cấp giấy cho Ngân khố Hoa Kỳ từ năm 1879. Tiền giấy được in trên "giấy" lụa tinh khiết bao gồm "tiền khẩn cấp" Notgeld các vấn đề từ một số thị trấn của Đức vào năm 1923 trong thời kỳ khủng hoảng tài chính và siêu lạm phát. Nổi tiếng nhất là Bielefeld, đã sản xuất tiền bằng lụa, da, nhung, lanh và gỗ. Những loại tiền này được sản xuất chủ yếu cho các nhà sưu tập, hơn là để lưu hành. Tiền giấy in trên vải đi kèm một số vấn đề trong Cách mạng Cộng sản ở Trung Quốc từ các khu vực như Tân Cương, hoặc Sinkiang, ở Cộng hòa Hồi giáo Thống nhất Đông Turkestan vào năm 1933. Tiền khẩn cấp cũng được in vào năm 1902 trên vải áo sơ mi kaki trong Chiến tranh Boer.